# Crépuscule (film, 1941)
Pour plus de détails, voir Fiche technique et Distribution.

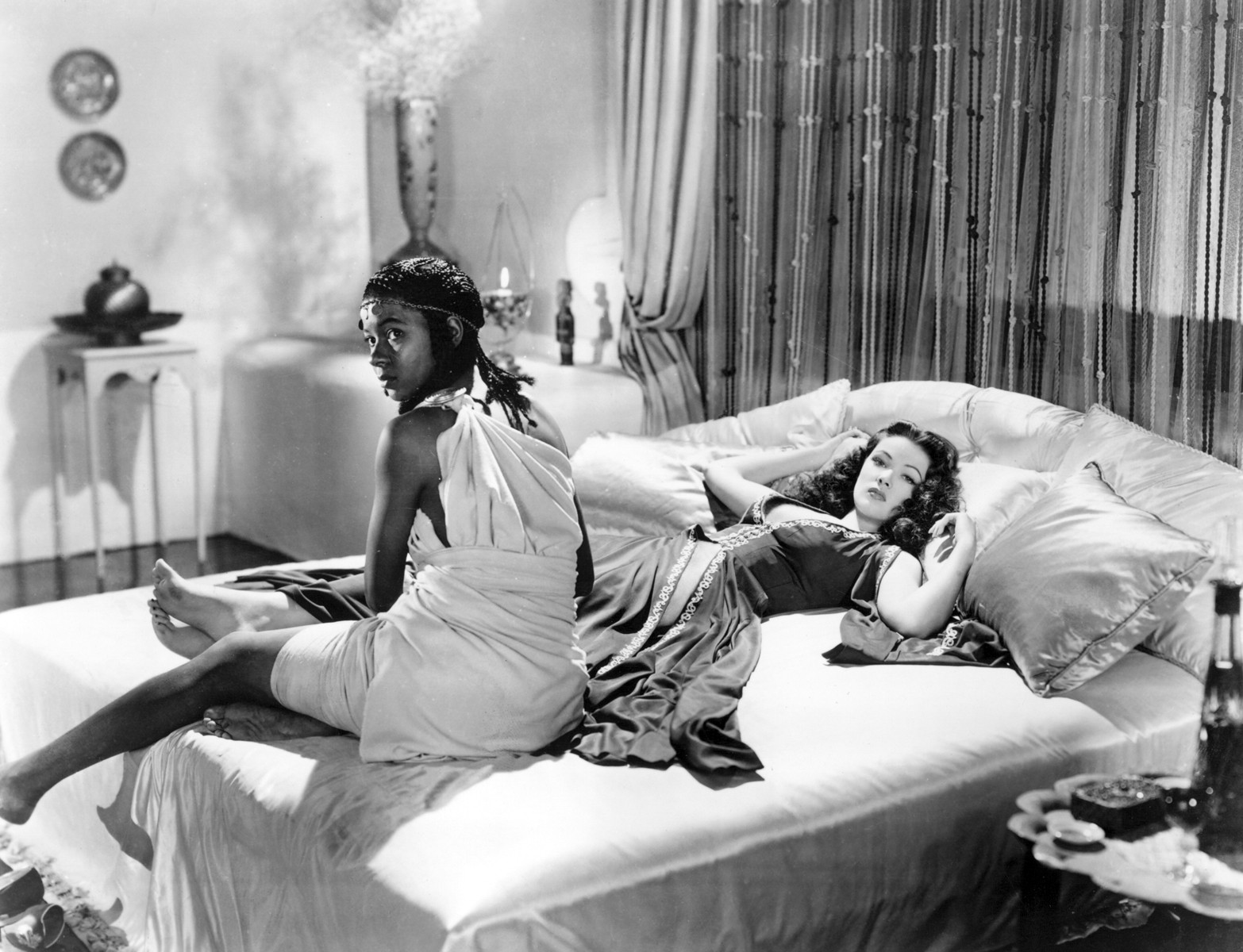
Jeni Le Gon et Gene Tierney

Crépuscule (Sundown) est un film américain d'Henry Hathaway, sorti en 1941.

## Synopsis
Un avion atterrit au Kenya près de Rhino Rock. Zia (Gene Tierney) débarque et est accueillie par une caravane dont elle est la propriétaire. À Manieka, en Afrique de l'Est britannique, Bill Crawford (Bruce Cabot), commissaire de district, contacte le gouverneur à Nairobi, demandant une permission d'un mois pour étudier les Senshi, une tribu locale. Son collègue, le lieutenant Roddy Turner (Reginald Gardiner), envoie un message au gouverneur pour lui demander d'annuler la permission car les Senshi deviennent hostiles.
Deux avions atterrissent à Manieka, apportant les deux fusils et le major Coombes (George Sanders), l'agent du gouverneur. Coombes annonce à Crawford qu'il prend le contrôle de l'avant-poste. Lorsqu'il trouve Pallini (Joseph Calleia), officiellement un prisonnier de guerre italien, mais officieusement le chef cuisinier, Coombes veut que Pollini soit attaché. Il demande ensuite à Crawford pourquoi il veut une permission, disant que quelqu'un fait passer des fusils en contrebande aux Senshi.
L'ingénieur néerlandais Jan Kuypens (Carl Esmond), qui travaille avec le gouvernement italien, effectue une étude minérale de la région. Coombes suggère à Kuypens de déposer son rapport auprès des Britanniques, ce qu'il accepte.
Un commerçant local nommé Abdi Hammud (Marc Lawrence) tend une embuscade aux troupes britanniques, mais Crawford et ses hommes parviennent à stopper l'attaque. Zia, la fille de feu Abu Kalli, qui dirige maintenant le réseau familial de comptoirs commerciaux en Afrique de l'Est, arrive à l'avant-poste.
Pallini connaît Zia depuis de nombreuses années et, à l'occasion de l'anniversaire de Pallini, l'avant-poste décide de lui organiser une fête. Les hommes s'assurent d'inviter Zia, mais lorsqu'elle arrive, elle doit s'asseoir à une table séparée car, selon la coutume autochtone, elle est considérée comme une métisse. Crawford s'assoit avec elle et découvre qu'elle est africaine.
Les habitants croient que l'un des six hommes blancs mourra cette nuit-là. Mais ils ne sont que cinq à la fête. Lorsque le chasseur blanc, Dewey (Harry Carey), arrive, tous les autres disparaissent soudainement. Deux habitants tirent sur Crawford, mais ils manquent leur cible, tandis que Zia est touchée par une balle. L'un des assaillants est tué et s'avère être le commerçant Hammud, responsable de l'embuscade précédente.
Coombes, suspicieux, ordonne à Zia de quitter l'avant-poste, malgré sa légère blessure. Kuypens confronte Zia dans ses quartiers, qui reconnaît rapidement son accent allemand. Kuypens est un agent nazi qui apporte des fusils pour armer les Justicières. Elle accepte de l'accompagner, mais transmet un message d'avertissement à Pallini pour qu'il le transmette à Crawford. Avant que Pallini ne puisse le transmettre, Kuypens le tue. Pallini devient le seul (des six) à mourir cette nuit-là.
Les hommes retrouvent son corps et Crawford décide de poursuivre Kuypens. Crawford s'entretient avec Dewey sur l'endroit où Kuypens se rendra. Ses échantillons de roches, volcaniques, conduisent Crawford et Dewey vers une zone géographique qu'ils connaissent. Leurs renforts armés suivent peu après.
Zia est emmenée dans un grand complexe de grottes où les fusils sont préparés.
Crawford et Dewey trouvent l'un des magasins d'armes et parviennent à faire exploser quelques fusils et munitions.Ils trouvent également le grand complexe de grottes ; Dewey y retourne pour amener leurs renforts. Kuypens informe Zia qu'il sait qu'elle est en fait la fille de Graham Fletcher, qui est mort avec sa mère alors que Zia n'avait que deux ans. Abu Kalli l'a adoptée et l'a élevée comme une Arabe.
Crawford est capturé et placé dans une grande cellule avec Zia, qui lui annonce que les Justicières attaqueront Marieka le lendemain.Crawford la soupçonne de travailler avec Kuypens, mais elle finit par le convaincre qu'il a tort. Les deux s'échappent en trompant leurs gardes, mais une fusillade entre eux, Kuypens et les gardes se termine par la capture de Zia. Crawford fait le mort, puis maîtrise le garde envoyé pour l'achever. Coombes et Dewey arrivent avec les renforts britanniques, déjouant l'attaque de Marieka.Au cours de la bataille, Coombes parvient à tirer sur Kuypens, mais pas avant que l'agent nazi ne le blesse mortellement. Plus tard à Londres, Zia et Crawford se marient avant d'assister à une grande cérémonie à la mémoire du major Coombes.Ils prévoient ensuite de retourner en Afrique.

## Fiche technique
- Titre français : Crépuscule
- Titre original : Sundown
- Réalisation : Henry Hathaway
- Scénario : Charles G. Booth et Barré Lyndon d'après une histoire de Barré Lyndon
- Production : Walter Wanger et Jack Moss producteur associé (non crédités)
- Société de production : Walter Wanger Productions
- Distribution : United Artists
- Musique : Miklós Rózsa
- Photographie : Charles Lang
- Montage : Dorothy Spencer
- Direction artistique : Alexander Golitzen
- Costumes : Walter Plunkett pour Gene Tierney
- Pays de production :  États-Unis
- Langue : anglais américain
- Format : noir et blanc — 35 mm — 1,37:1 — son : mono (Western Electric Mirrophonic Recording)
- Genre : drame, guerre
- Durée : 90 min
- Dates de sortie :
  - États-Unis : 16 octobre 1941 (Los Angeles)
  - États-Unis : 31 octobre 1941
  - France : 4 septembre 1947

## Distribution
- Gene Tierney : Zia
- Bruce Cabot : William Crawford
- George Sanders : major A.L. Coombes
- Harry Carey : Dewey
- Joseph Calleia : Pallini
- Reginald Gardiner : lieutenant Roddy Turner
- Carl Esmond : Jan Kuypens
- Marc Lawrence : Abdi Hammud
- Cedric Hardwicke : l'évêque Coombes
- Gilbert Emery : Ashburton
- Jeni Le Gon : Miriami
- Emmett Smith : Kipsang
- Dorothy Dandridge : la fiancée de Kipsang

Acteurs non crédités
- Riccardo Freda : le pilote
- Jester Hairston : un indigène
- Tetsu Komai : un serviteur de Kuypens